# Sulfin
Sulfinylmethan, neboli sulfin, je organická sloučenina se vzorcem H2CSO. Jako sulfiny se označují také jeho deriváty, odpovídající obecnému vzorci XY=SO.

## Substituované sulfiny

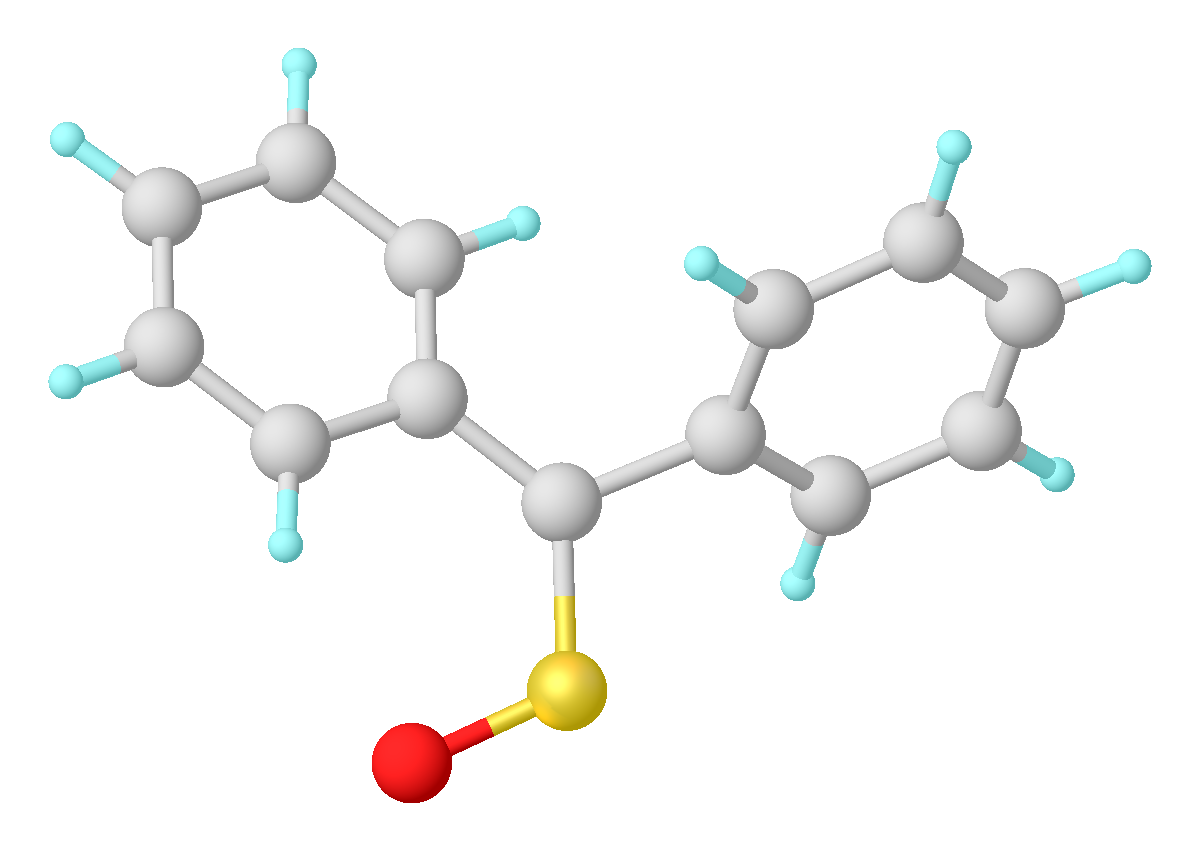
Struktura difenylsulfinu; vzfdálenosti a úhly: r_{S=O} = 146,8 pm, r_{C=S} = 161,2 pm, <_{C=S=O} = 113,7°

Sulfin H2CSO je značně nestálý, lze ale izolovat jeho substituované deriváty, například syn-propanthial-S-oxid, vytvářený z alicinu, jenž je látkou způsobující slzení při krájení cibule. Dalším izolovatelným sulfinem je difenylsulfin, vznikající oxidací thiobenzofenonu:
(C6H5)2C=S + [O] → (C6H5)2C=S=O